# De syv dyder
De syv dyder stammer fra Psychomachia (Sjælens kappestrid), et episk digt, der er skrevet af den kristne spanske digter Aurelius Clemens Prudentius omkring år 410. Digtet omhandler kampen mellem gode dyder og onde lyster. Populariteten af dette værk i middelalderen hjalp til at sprede ideen om hellige dyder ud gennem Europa. Det fremholdes, at hvis man praktiserer disse dyder, vil man blive beskyttet mod fristelser og fra de syv dødssynder, der hver har sin modpart. På grund af dette bliver disse dyder nogle gange refereret til som modstridende dyder. Der er to forskellige varianter af dyderne, anerkendt af forskellige grupper.
En dyd er en positiv egenskab.

## Dyderne og Synderne
| Dyd                    | Latin                            | Om | Synd       | Latin    |
| ---------------------- | -------------------------------- | --- | ---------- | -------- |
| Kyskhed                | Castitas (renhed)                | Omfatter moralsk opførelse og at opnå renhed både fysisk og psykisk.                                               | Lyst       | Luxuria  |
| Udholdenhed            | Temperantia (selvkontrol)        | Man bør være udholdende og afholdende.                                                                             | Fråseri    | Gula     |
| Barmhjertighed         | Liberalitas (vilje, generøsitet) | Villig til at give fra sig i tanke og handling.                                                                    | Griskhed   | Avaritia |
| Indsatsvilje           | Industria (etik, moral)          | Være vågen, fysisk/psykisk aktiv, have vilje til at arbejde.                                                       | Ladhed     | Acedia   |
| Tålmodighed/Tilgivelse | Patentia (fred)                  | Evnen til at tilgive og vise nåde overfor syndere. Løse konflikter fredfyldt – som en modsætning til vold.         | Vrede      | Ira      |
| Velvilje/Godhed        | Humanitas (godhed)               | Medlidenhed, medfølelse, venskab og sympati uden fordomme.                                                         | Misundelse | Invidia  |
| Ydmyghed               | Humilitas (beskedenhed)          | Beskeden opførsel, uselviskhed og at være respektfuld. Giv anerkendelse til andre i stedet for at ophøje sig selv. | Hovmod     | Superbia |